# Technique et Civilisation
Technique et Civilisation est un essai de Lewis Mumford, paru en 1934, qui retrace l'histoire de la machine et des idéologies qui l'accompagnent. Ce récit est marqué par un engagement écologiste critique de la civilisation industrielle.

## Description
L'ère industrielle y est découpée en trois phases qui s'étendent du Xe siècle au début du XXe siècle duquel écrit Mumford. La première phase, l'ère éotechnique débute au Xe siècle, notamment avec l'invention de l'horloge qui reconfigure le rapport au temps de la société. La seconde phase et l'ère paléotechnique qui voit le jour avec la révolution industrielle et l'essor de la machine à vapeur. Enfin, la troisième phase est l'ère néo-technique marquée par l'emploi de l'électricité et des alliages. Elle est contemporaine à l'auteur et selon Antoine Picon, la révolution numérique en est le prolongement. Mumford pointe une forme de nostalgie vis-à-vis de l'ère éotechnique, que l'auteur présente comme une « promesse appelée à se réaliser bientôt ».